# President van de Sovjet-Unie
Het ambt van President van de Sovjet-Unie bestond van 15 maart 1990 tot 25 december 1991. Voor die tijd kende de Sovjet-Unie de Voorzitter van het Presidium van de Opperste Sovjet van de USSR als staatshoofd van het land.
Op het plenum van het Centraal Comité van de Communistische Partij van de Sovjet-Unie in februari 1990 stelde secretaris-generaal Michail Gorbatsjov voor om de functie van president formeel in te voeren. Later keurde de Opperste Sovjet (parlement) Gorbatsjovs voorstel om de macht te concentreren in de handen van een president goed. Gorbatsjov stelde zich kandidaat voor het ambt van president en nodigde meer mensen uit zich te kandideren. Uiteindelijk meldden zich geen tegenkandidaten en op 15 maart 1990 werd Michail Gorbatsjov door het Congres van Volksafgevaardigden tot eerste president van de Sovjet-Unie gekozen. Gorbatsjov werd voor de duur van vijf jaar gekozen, doch, met het uiteenvallen van de Sovjet-Unie in december 1991, trad Gorbatsjov op 25 december 1991 af.

## Inhoud van het ambt
De president van de Sovjet-Unie kreeg samen met de Raad van Ministers de uitvoerende macht in handen. De president ging over de buitenlandse politiek, was hoofd van de strijdkrachten en tekende alle wetten. De president werd voor de duur van vijf jaar gekozen en kon daarna nog eenmaal worden gekozen. In totaal kon een president dus tien jaar aanblijven.
Door de versterking van de staatsmacht verzwakte de macht van de Communistische Partij.
Gedurende de couppoging van augustus 1991 werd Gorbatsjov afgezet en de junta benoemde Gennadi Janajev tot "voorzitter van het Staatscomité van de Noodtoestand" (19 augustus). Gedurende drie dagen (19 - 21 augustus) bleef het presidentschap vacant, maar nadat Gorbatsjov opnieuw aan de macht kwam, hervatte hij zijn presidentschap (het is niet redelijk te stellen dat hij "opnieuw" president werd, omdat Gorbatsjov zijn afzetting door het Staatscomité van de Noodtoestand nooit erkende).

### President
| President | President                                   | Ambtstermijn                     | Partij | Partij |
| --------- | ------------------------------------------- | -------------------------------- | ------ | ------ |
|           | Michail Sergejevitsj Gorbatsjov (1931-2022) | 15 maart 1990 – 25 december 1991 |        | CPSU   |